# Luís Delgado
Pour les articles homonymes, voir Delgado.
 Delgado, de son vrai nom  Luís Manuel Ferreira Delgado, né le 1er novembre 1979 à Luanda, est un footballeur angolais. Il joue au poste d'arrière gauche avec l'équipe d'Angola, avec laquelle il compte 20 sélections.

## Biographie
Delgado participe à la Coupe du monde 2006 avec l'équipe d'Angola.
En juin 2009, il est transféré du FC Metz à l'EA Guingamp, en Ligue 2.
Le 25 juillet 2009, il joue son premier match avec l'EA Guingamp, qui est le match de Trophée des Champions face au Girondins de Bordeaux. En fin de saison, son club étant relégué, il négocie à l'amiable son départ.

## Clubs
- 2001-2003 : Petro Luanda -  Angola
- 2003-2005 : Primeiro de Agosto -  Angola
- 2005-2006 : Petro Luanda -  Angola
- 2006-2009 : FC Metz -  France
- 2009-2010 : EA Guingamp -  France

2010 benfica luanda(angola)
2017-2018 SC Terville (France)

## Palmarès
- Champion d'Angola en 2001
- Vainqueur de la Coupe d'Angola en 2002
- Vainqueur de la Supercoupe d'Angola en 2002
- Champion de France de Ligue 2 en 2007 avec le FC Metz

## Statistiques
- 20 sélections en équipe d'Angola
- 1 match en Ligue Europa (Coupe de l'UEFA)
- 3 matchs en Ligue 1
- 39 matchs en Ligue 2